# Alsophila urzhumaria
Alsophila urzhumaria là một loài bướm đêm trong họ Geometridae.